# Чаннін (Цзянсі)
Чаннін (кит. 长宁镇, пін. Chángníng Zhèn) — містечко у КНР, адміністративний центр повіту Сюньу на півдні Ганьчжоу.

## Географія
Чаннін розташовується на півдні провінції на схід від гори Санбайшань.

### Клімат
Місто знаходиться у зоні, котра характеризується вологим субтропічним кліматом. Найтепліший місяць — липень із середньою температурою 27.8 °C (82 °F). Найхолодніший місяць — січень, із середньою температурою 8.9 °С (48 °F).
| Клімат Чанніна          | Клімат Чанніна | Клімат Чанніна | Клімат Чанніна | Клімат Чанніна | Клімат Чанніна | Клімат Чанніна | Клімат Чанніна | Клімат Чанніна | Клімат Чанніна | Клімат Чанніна | Клімат Чанніна | Клімат Чанніна | Клімат Чанніна |
| Показник                | Січ.           | Лют.           | Бер.           | Квіт.          | Трав.          | Черв.          | Лип.           | Серп.          | Вер.           | Жовт.          | Лист.          | Груд.          | Рік            |
| Середній максимум, °C   | 14             | 15             | 19             | 24             | 27             | 30             | 33             | 32             | 30             | 26             | 21             | 17             | 24             |
| Середня температура, °C | 9              | 11             | 15             | 20             | 23             | 26             | 28             | 27             | 25             | 21             | 16             | 11             | 19             |
| Середній мінімум, °C    | 4              | 6              | 11             | 15             | 19             | 22             | 23             | 22             | 20             | 16             | 10             | 6              | 14             |
| Норма опадів, мм        | 56             | 102            | 167            | 201            | 276            | 275            | 139            | 162            | 126            | 57             | 47             | 37             | 1644           |
| ----------------------- | -------------- | -------------- | -------------- | -------------- | -------------- | -------------- | -------------- | -------------- | -------------- | -------------- | -------------- | -------------- | -------------- |
| Джерело: Weatherbase    |                |                |                |                |                |                |                |                |                |                |                |                |                |